# تکنیک آسپتیک

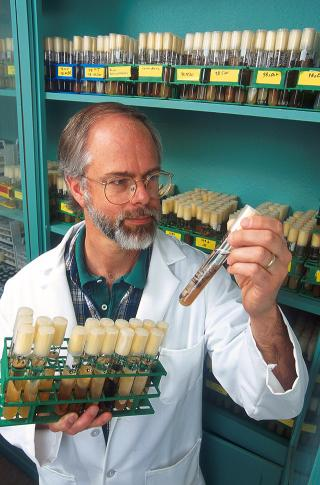
تکنیک آسپتیک

تکنیک آسپتیک (به انگلیسی: Aseptic technique) اشاره به روش‌هایی دارد که در شرایط استریل انجام گردد. شامل تکنیک‌های پزشکی و آزمایشگاهی، بر اساس فرهنگ حاکم بر این استانداردها می‌باشد. این روش‌ها میتواند شامل استریل سازی توسط شعله مستقیم و گرما باشد. بزرگ‌ترین و بهترین نمونه از تکنیک‌های آسپتیک (تکنیک عاری از عفونت) را میتوان در اتاق‌های عمل مشاهده کرد.

## روش آسپتیک
جهت اجرای دقیق این روش باید موارد زیر رعایت شود:
- شناسایی وسایل استریل (وسایل سترون سازی شده)
- شناسایی وسایل آنستریل (وسایل تمیز و کثیف)
- جداسازی این دو مورد از یکدیگر

## آسپتیک در صنایع غذایی
اسپتیک باعث افزایش ماندگاری مواد غذایی فاسد شدنی مانند رب گوجه فرنگی به مدت طولانی در فضاز آزاد و خارج از سردخانه می شود. نمونه های فله را باید حتماً در سردخانه قرار داد، ولی برای انواع اسپتیک نیازی به این موضوع نیست.